# Euplecte à dos d'or
Euplectes macroura
Espèce
Synonymes
- Euplectes macrourus (Gmelin, 1789)

Statut de conservation UICN

 LC  : Préoccupation mineure
L'Euplecte à dos d'or (Euplectes macroura) est une espèce de passereaux d'Afrique tropicale appartenant la famille des Ploceidae.

### Sous le nomEuplectes macroura
- (en) Congrès ornithologique international : Euplectes macroura dans l'ordre Passeriformes
- (en) Zoonomen Nomenclature Resource (Alan P. Peterson) : Euplectes macroura  dans Passeriformes
- (fr + en)  Avibase : Euplectes macroura (+ répartition)
- (en) UICN : espèce Euplectes macroura (consulté le 20 mai 2015)
- (en) NCBI : Euplectes macrourus (taxons inclus)